# Странная парочка
«Странная парочка» (англ. The Odd Couple) — американский комедийный фильм 1968 года режиссёра Джина Сакса по сценарию Нила Саймона, основанному на его же пьесе.

## Сюжет
Оставленный женой Феликс Унгар бродит по Манхэттену в оцепенении, терзаемый смутными мыслями о самоубийстве.
Разведённый спортивный журналист Оскар Мэдисон и его друзья-картёжники Мюррей, Спид, Рой и Винни собрались в квартире Мэдисона в Вашингтон-Хайтс для игры в покер в пятницу вечером. Мюррей обеспокоен, потому что их общий друг Феликс обычно не опаздывает на игру. Жена Мюррея звонит и сообщает им, что никто не знает, где Феликс. Оскар звонит жене Феликса Фрэнсис, которая сообщает ему, что они с Феликсом расстались.
Феликс приходит, не подозревая, что все уже в курсе, что он и его жена расстались. Группа пытается сделать вид, что ничего не случилось, но Феликс в конце концов начинает плакать, и его друзья пытаются утешить его. После того, как все уходят, Оскар предлагает Феликсу переехать к нему, так как Оскар жил один с тех пор, как расстался со своей бывшей женой Бланш некоторое время назад. Феликс соглашается и призывает Оскара не стесняться сообщать ему, если он действует Оскару на нервы.
Всего за неделю двое мужчин обнаруживают, что они несовместимы. Феликс навязчиво убирает квартиру, ругая Оскара за неряшливость. Феликс не в настроении развлекаться, проводя большую часть времени в мыслях о Фрэнсис. Находясь в таверне, Оскар рассказывает Феликсу о двух британских сёстрах, с которыми он недавно познакомился и которые живут в их доме: Сесили и Гвендолин Пиджен. Оскар звонит девушкам и договаривается о двойном свидании.
На следующий вечер, выйдя из комнаты, дабы смешать напитки, Оскар оставляет Феликса наедине с двумя кокетливыми сёстрами. Вместо этого Феликс непрерывно говорит о своей семье, срывается на слёзы и сжигает мясной рулет. Разъярённый тем, что друг испортил свидание, Оскар прибегает к молчаливому обращению с Феликсом и издевается над ним, намеренно создавая в квартире как можно больший беспорядок. В конце концов, напряжение перерастает в спор, в результате которого Оскар требует, чтобы Феликс съехал. Феликс подчиняется, но оставляет Оскара с чувством вины за то, что он бросил своего нуждающегося в поддержке друга.
Оскар собирает покерную группу, чтобы помочь найти Феликса, но они возвращаются в квартиру Оскара, чтобы поиграть в покер, и вскоре обнаруживают, что Феликс переехал к сёстрам Пиджен, намереваясь получить собственное жильё. Феликс и Оскар извиняются друг перед другом. Феликс обещает, что на следующей неделе он посетит их традиционную пятничную вечернюю игру в покер. Обычно неряшливый Оскар напоминает своим друзьям, чтобы они остерегались оставлять следы в квартире, пока продолжается игра в покер.

## В ролях
- Джек Леммон — Феликс Унгар
- Уолтер Маттау — Оскар Мэдисон
- Херб Эдельман — Мюррей
- Джон Фидлер — Винни
- Дэвид Шайнер — Рой
- Ларри Хайнс — Спид
- Моника Эванс — Сесили
- Кэрол Шелли — Гвендолин
- Айрис Эдриан — официантка
- Анжелика Петтиджон — танцовщица гоу-гоу
- Тед Бениадис — бармен

## Восприятие
Роджер Эберт из Chicago Sun-Times дал фильму 3½ звезды из четырёх и похвалил «универсально отличную» игру актёров, хотя и отметил моменты, когда «бродвейское происхождение фильма болезненно очевидно, например, когда игроки в покер группируются по трём сторонам стола, но сторона „нижней сцены“ всегда остаётся пустой». Чарльз Чамплин (Los Angeles Times) заявил: «Мой не слишком бесстрашный прогноз таков: „Странная парочка“ заставит больше людей смеяться, чем любой другой фильм, который вы, скорее всего, увидите в течение года». Критик The New York Times Рената Адлер назвала фильм «очень забавной, профессиональной адаптацией» пьесы, но в тоже время отметила, что «мистер Леммон иногда переигрывает».